# Pepita Patiño Páez
Pepita Patiño Páez (Posadas, 25 de mayo de 1925-Córdoba, 31 de agosto de 2015), inscrita en el registro civil como Josefa y nombrada familiarmente Pepita, fue una activista española, militante del Partido Comunista de España (PCE) y colaboradora de la resistencia antifranquista, que actuó como enlace de los maquis cordobeses y que sufrió la represión franquista. La escritora Dulce Chacón se inspiró en su vida para construir el personaje central de la novela La voz dormida  que posteriormente fue llevada al cine por el director Benito Zambrano.

## Trayectoria

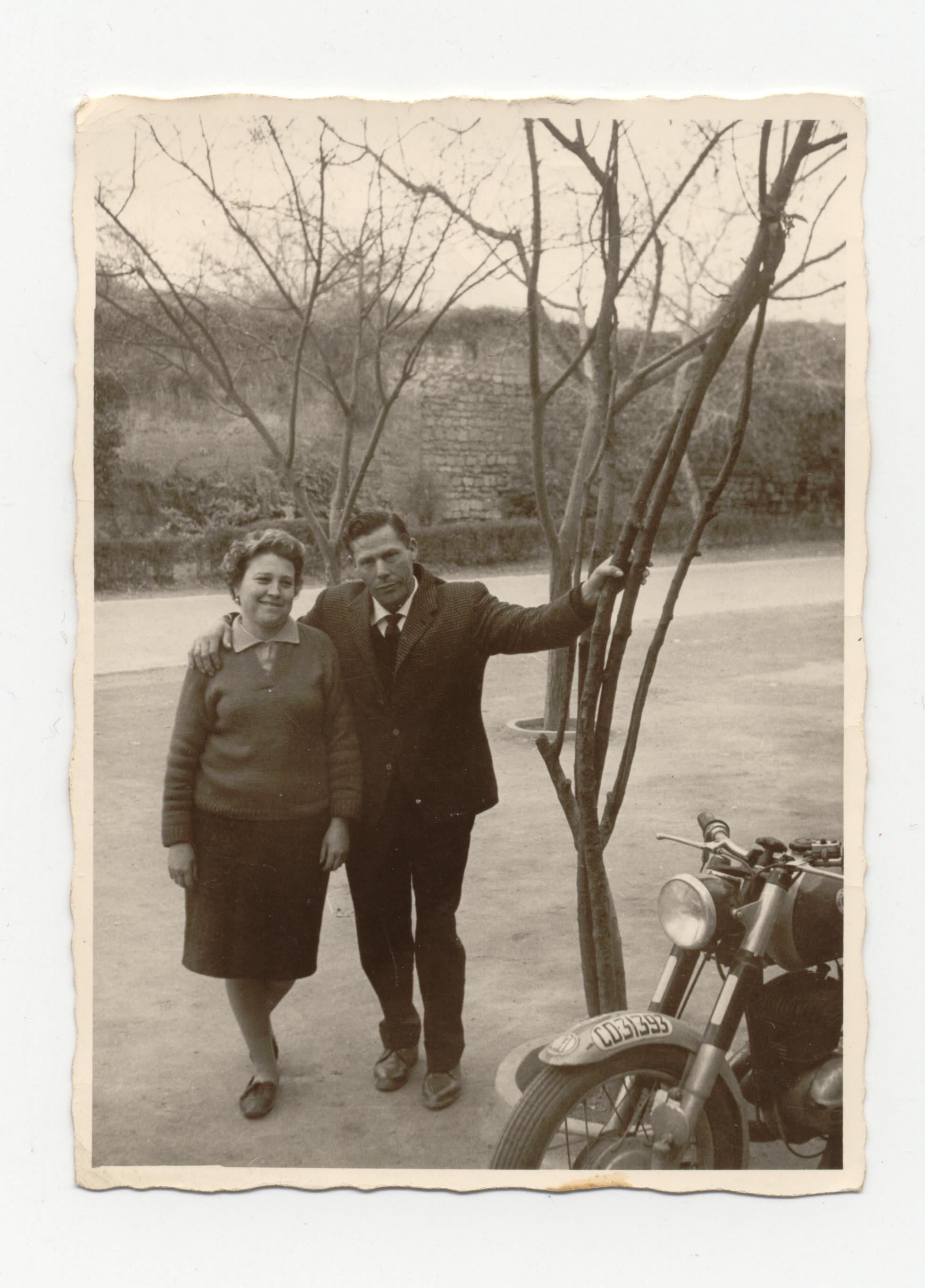
Jaime Cuello y Pepita Patiño

La Guerra civil española había marcado profundamente su familia, su madre había muerto y tenía varios familiares encarcelados por haber ayudado al maquis. Durante las visitas que Patiño hacía a la prisión, un joven compañero de su tío, el guerrillero Jaime Cuello, de veintisiete años, condenado a veinte años de cárcel, de los que había cumplido seis, se fijó en ella. Cuando le llegó el indulto, comenzaron su relación.
Cuello era también militante del PCE y volvió a implicarse con la resistencia. Fue descubierto y capturado por la Guardia Civil. Considerado reincidente, después de treinta y seis días de interrogatorios y torturas, fue procesado y condenado a veinte años de cárcel, siendo trasladado al poco tiempo al penal de Burgos. Patiño decidió esperar y mantener su relación teniendo como única comunicación una postal cada quince días y una visita al año, durante la que todavía aprovechaban para pasar mensajes y consignas para el maquis.
La muerte del Papa Juan XXIII en los inicios de la década de 1960 propició un indulto general, del que se benefició Jaime Cuello, y salió en libertad, después de pasar diecisiete años en prisión. Se casaron, pero él, con la salud muy dañada, sobrevivió sólo diez años.
En 1998 la escritora Dulce Chacón inició un periplo por diversas provincias españolas en busca de documentación y testimonios reales para su novela La voz dormida, que debía ser un homenaje a las mujeres doblemente perdedoras de la Guerra civil. El testimonio de Pepita Patiño la golpeó profundamente y le sirvió para dar vida al personaje conductor de la extensa trama de la novela, que fue publicada en 2002.
Dulce Chacón murió en 2003 y en 2011 el director Benito Zambrano rodó la película homónima de la novela, siendo María León la actriz encargada de dar vida al personaje de Pepita Patiño. Por su interpretación recibió la Concha de plata como mejor actriz en el Festival Internacional de Cine de San Sebastián del mismo año.
Con gran éxito de público y crítica, en 2012 La voz dormida obtuvo nueve nominaciones a los premios Goya y recibió tres galardones, uno de los cuales fue para María León como mejor actriz revelación, premio que la actriz dedicó a Patiño y a todas las mujeres silenciadas por la dictadura.
Patiño murió el 31 de agosto de 2015. Los principales diarios españoles y los colectivos de memoria histórica se hicieron eco y le rindieron homenaje.